# 於作新
於作新（？—？），直隸昌黎人，清朝地方官员。舉人出身。
咸豐七年，接替富克精阿。擔任江蘇荆溪縣知縣。后由翟鑅觀接任。